# Выселки (Саратовская область)
Выселки — село в Балашовском районе Саратовской области России. Входит в состав Большемеликского муниципального образования.

## География
Посёлок находится в западной части области, в пределах Окско-Донской равнины, в степной зоне, по обоим берегам реки Мелик, на притоке которого создан Верхний Выселский пруд у северной окраины селения.
Расстояние до центра МО села Большой Мелик 12 километров. Ближайший населённый пункт — село Малый Мелик (в 1 км).
Абсолютная высота — 129 метров над уровнем моря.
Климат
Климат характеризуется как умеренно континентальный с холодной малоснежной зимой и сухим жарким летом. Среднегодовая температура воздуха — 4,3 — 4,7 °C. Средняя многолетняя температура самого холодного месяца (января) составляет −11,1 °С (абсолютный минимум — −39 °С), температура самого тёплого (июля) — 20,7 °С (абсолютный максимум — 39 °С). Средняя продолжительность безморозного периода 145—155 дней. Среднегодовое количество атмосферных осадков — 476 мм, из которых 200—300 мм выпадает в период с апреля по октябрь. Снежный покров держится в среднем 130—135 дней в году.

## История
Село основано в 1867 году, по другим данным, в середине XIX века.

## Население
| 2010 |
| ---- |
| 55   |

Национальный состав
Согласно результатам переписи 2002 года, в национальной структуре населения русские составляли 97 % из 64 чел..

## Инфраструктура
Средняя общеобразовательная школа.

## Транспорт
На январь 2021 действовал автобусный маршрут из Балашова.